# 飯田元重
飯田 元重（いいだ もとしげ）は、戦国時代から安土桃山時代にかけての武将。毛利氏の家臣。通称は次郎九郎。児玉元良（児玉就忠の子である児玉元良とは別人）の子。兄は毛利十八将の一人に数えられる飯田元親。

## 生涯
児玉元良の子として生まれる。兄の元親が飯田氏の家督を相続し、毛利元就に家督相続を要請した15人の宿老にも名を連ねた。元重も、「まいす法師」という幼名を名乗っていた元服前から「飯田」の苗字を名乗っており、大永5年（1525年）12月に元就から安芸国の徳宗名と恒広名を給地として与えられている。
天文4年（1535年）に兄・元親が死去したため、元重が飯田氏の家督を継いだ。なお、元親や元重が相続した飯田氏は、同じく毛利氏家臣で毛利水軍を率いた飯田義武の飯田氏とは別家系とされる。
天文9年（1540年）から天文10年（1541年）にかけての吉田郡山城の戦いでは、天文10年1月13日の宮崎長尾の戦いにおいて敵陣を切り崩して敵を討ち取る武功を挙げ、元就から感状を与えられた。天文11年（1542年）1月24日に毛利隆元から「与一左衛門尉」の官途名を与えられ、同年3月には元就から安芸国山県郡戸河内に給地を与えられる。
また、天文23年（1554年）6月5日の折敷畑の戦いでも敵を討ち取る武功を挙げ、元就と隆元から感状を与えられる。弘治2年（1557年）4月1日には隆元の命を受けて石見国泉山城の佐波興連への急使を務めた。
弘治3年（1558年）9月28日に周防国河内郷に5貫、永禄4年（1561年）3月1日には同じく周防国河内郷に10貫と岩国に5貫の地を隆元より与えられ、元亀3年（1572年）に毛利輝元から「伯耆守」の受領名を与えられた。
没年は不明。子の元定が家督を継いだ。